# Le Diable probablement
Pour la revue politique, voir Le Diable probablement (revue).
Pour plus de détails, voir Fiche technique et Distribution.
Le Diable probablement est un film français de Robert Bresson réalisé en 1977. Il a obtenu l'Ours d'argent au Festival de Berlin.

## Synopsis
Charles, Michel et quelques-uns de leurs amis forment un petit groupe écologiste, qui se préoccupe de la famine, de la pollution et de l'avenir du monde. Michel est un militant qui cherche à lutter avec ses modestes moyens, tandis que Charles refuse l'engagement, dégoûté par le monde qui l'entoure.

## Fiche technique
- Titre : Le Diable probablement
- Réalisation : Robert Bresson, assisté d'Humbert Balsan et d'Eric Deroo
- Scénario : Robert Bresson
- Adaptation : Michel Mardore (non crédité au générique)
- Directeur de la photographie : Pasqualino De Santis
- Montage : Germaine Lamy
- Musique : Philippe Sarde
- Effets sonores : Daniel Couteau
- Production : GMF, Sunchild productions
- Producteur délégué : Stéphane Tchalgadjieff
- Producteur délégué : Daniel Toscan du Plantier
- Producteur exécutif : Marc Maurette
- Société de distribution : Gaumont
- Durée : 100 minutes
- Format : couleur
- Date de sortie : 1977

## Distribution
- Antoine Monnier : Charles
- Tina Irissari : Alberte
- Henri de Maublanc : Michel
- Laetitia Carcano : Edwige
- Régis Hanrion : le psychanalyste
- Nicolas Deguy : Valentin
- Geoffroy Gaussen : le libraire
- Roger Honorat : le commissaire

## Citations
« Ce qui m'a poussé à faire ce film, c'est le gâchis qu'on a fait de tout. C'est cette civilisation de masse où bientôt l'individu n'existera plus. Cette agitation folle. Cette immense entreprise de démolition où nous périrons par où nous avons cru vivre. C'est aussi la stupéfiante indifférence des gens, sauf de certains jeunes actuels, plus lucides. »

— Robert Bresson

« Le Diable probablement à travers le récit de la vie, des amours et de la mort d'un étudiant est un film qui parle à haute et intelligible voix du marxisme et de la sexualité, de la psychanalyse et de la répression, de l'intégrisme et de l'écologie. »

— Philippe Collin